# Paternoster

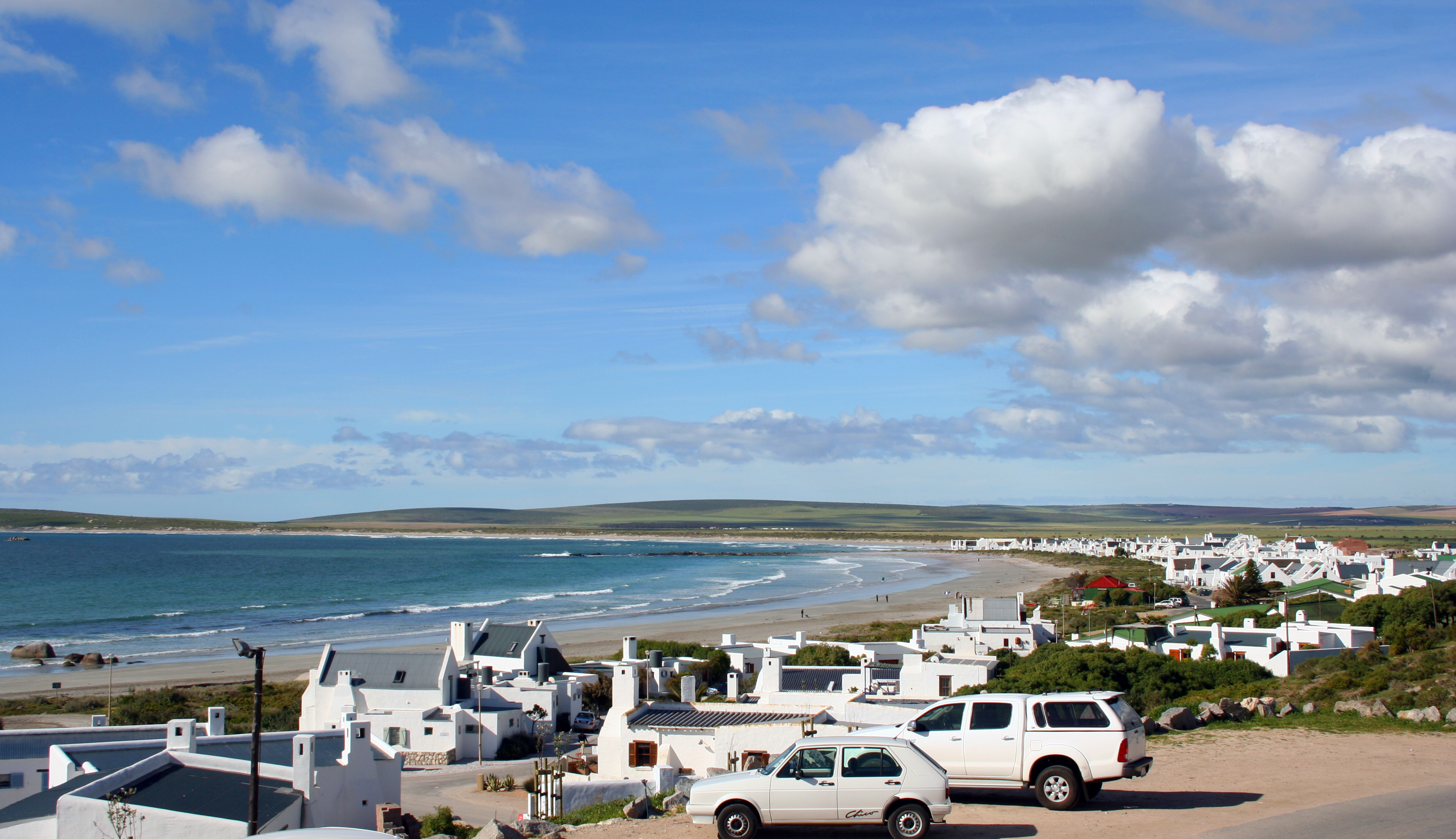
Paternoster

Paternoster este un oraș din provincia Wes-Kaap, Africa de Sud.Se află la 15 km nord-vest de Vredenburg și la 145 km nord de Cape Town, la Cape Columbine, între Golful Saldanha și Golful St Helena. Orașul are o suprafață de 194,8 hectare și are aproximativ 1883 de locuitori.
Originea numelui rămâne necunoscută. Mulți oameni cred că numele, care înseamnă "Tatăl nostru" în latină, se referă la rugăciunile spuse de marinarii catolici portughezi când au devenit naufragiați. Apare ca St. Martins Paternoster pe o hartă veche a lui Pieter Mortier. Alți oameni cred că se referă la margelele pe care le purtau triburile Khoi numite Paternosters.

## Economie și turism
Paternoster este o destinație turistică căutată și este cunoscută pentru cabanii de homari și căldura albă a pescarilor. Linia de coastă remarcabilă a stâncilor zimțate și a bolovanilor albi face ca aceasta să fie una dintre cele mai frumoase plaje din Coasta de Vest din Africa de Sud.
Zona este un pilon în industria pescuitului comercial din Africa de Sud. Orașul în sine are o fabrică de homar și o fermă recent construită Kabeljou, în timp ce localnicii captează și vând hering sau desenează midii din stânci. În zona mai largă se află mai multe activități comerciale, inclusiv pescuitul de mare adâncime, capturarea snoek, agricultura abalone, agricultura cu stridii, conservarea păsărilor și creșterea mielurilor. Ferma cu stridii din laguna din orașul vecin Langebaan este în prezent cea mai mare din Africa de Sud. Lăcusta de stâncă din Coasta de Vest, Jasus lalandii, sa bucurat de primele navigatoare portugheze. Până în 1902, o industrie a homarului a fost în funcțiune, conservarea și exportul de homari către Franța în special. Industria lobsterului din Coasta de Vest generează milioane în fiecare an și angajează un număr mare de localnici.
În anii 1930 a fost ridicată prima fabrică Redro în Paternoster. Paste de pește Redro a fost dezvoltată de familia Stephan într-un efort de a concura cu Anchoveta de pește a Marii Britanii deja populară. A zburat de pe rafturi, când a fost lansată pentru prima dată și sa bucurat de aproape trei decenii de monopol unic, fără compromisuri, pe piața de răspândire a aluatului și este acum deținută de Pioneer Food Group.
Capul Bokkoms a fost bine cunoscut în această regiune și a fost o sursă ieftină și practică de proteine de secole. Metoda unică de preparare și uscare a peștelui a crescut cu salturi și limite, adesea pentru export, ca răspuns la cererea crescândă pentru produsul din Africa de Sud.

## Clima
Clima este cunoscută mai ales datorită precipitațiilor sale rare, a zonelor uscate și a vânturilor offshore. Zona primește cea mai mare parte a precipitațiilor în timpul iernii și are o climă mediteraneană. Clima sprijină creșterea faimoaselor flori sălbatice pe care Coasta de Vest este renumită.

## Activități în zonă
- Zona are o mulțime de mare și sălbatice interesante de observat. Activitățile includ vizitarea balenelor, delfinilor, sigiliilor și pinguinilor, precum și supravegherea păsărilor cu peste 225 de specii de păsări din zonă.
- Activitățile sportive variază de la kayaking, kitesurfing, snorkelling, scufundări, zboruri cu zmee, drumeții și pentru cei curajoși - înotați în apa rece din Coasta de Vest!
- În timpul primăverii, zona este transformată într-un paradis floral, cu flori sălbatice care cresc pretutindeni, formând marginile de sud-vest ale faimoaselor covoare de flori din Namaqualand.
- Vizitatorii pot vizita rezervația naturală Cape Columbine. Rezervația acoperă o suprafață de 263 hectare de-a lungul întinderii stâncoase a litoralului. Golful, care face parte din rezervație, are multe locuri de picnic și facilități de bras.
- Cape Light House este ultima fară controlată manual din Africa de Sud. Farul a fost construit în 1936 pe Castelul Rock. Lumina a aruncat un fascicul care este vizibil de la aproximativ 50 de kilometri și este, de obicei, primul far african din Africa, văzut de navele provenind din Europa.